# Der Spiegel (Tschechow)

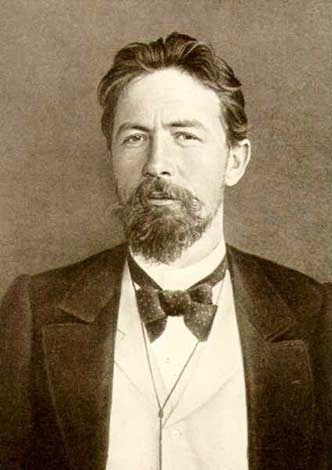
Anton Tschechow

Der Spiegel (russisch Зеркало, Serkalo) ist eine Kurzgeschichte des russischen Schriftstellers Anton Tschechow, die am 30. Dezember 1885 in der Tageszeitung Peterburgskaja gaseta erschien. Die junge, hübsche Nelly, deren Gedanken ums Heiraten kreisen, hat die haarsträubenden Erlebnisse nur geträumt.
Müde schaut Nelly, die Tochter eines Generals und Gutsbesitzers, in ihrem Zimmer in den Spiegel. Da sieht das Mädchen doch, wie es in einer kalten Winternacht beim Kreisarzt Stepan Lukitsch Einlass begehrt. Nellys Mann ist an Typhus erkrankt. Der Arzt sieht sich zur Nothilfe außerstande. Tagelang war er im Landkreis ebenjener Epidemie wegen unterwegs. Er will morgen kommen, weil er sich ausruhen muss, denn er ist selber erkrankt. Nelly lässt sich nicht abweisen. Lukitsch verweist Nelly an den Semstwoarzt. Eine Unverfrorenheit ist das. Nelly kann nicht zusätzlich fünfundzwanzig Werst fahren. Sie droht dem Arzt mit einer Klage. Endlich gibt Lukitsch nach. Beide legen die vierzig Werst nach Hause in der Equipage zurück. Unterwegs phantasiert der Arzt ebenso wie ihr Mann.
Darauf sieht Nelly in allen Einzelheiten das Sterben ihres Mannes, des Vaters ihrer sechs Kinder. Sogar die Späne, die der Sargtischler gemacht hat, sind im Spiegel deutlich zu sehen. Tschechow schreibt: „… das vorangegangene Leben mit ihrem Mann erscheint ihr nur als eine dumme nutzlose Vorrede zu diesem Tod.“

## Verwendete Ausgabe
- Gerhard Dick (Hrsg.), Wolf Düwel (Hrsg.): Anton Tschechow: Gesammelte Werke in Einzelbänden: Der Spiegel. S. 451–456 in: Gerhard Dick (Hrsg.): Anton Tschechow: Vom Regen in die Traufe. Kurzgeschichten. Aus dem Russischen übersetzt von Ada Knipper und Gerhard Dick. Mit einem Vorwort von Wolf Düwel. 630 Seiten. Rütten & Loening, Berlin 1964 (1. Aufl.)[2]